# Giaour
Giaour eller giaur (turkiska, en förvrängning av arabiska kāfir, "otrogen") är en hos turkarna pejorativ benämning på alla icke-muslimer, särskilt på kristna. 
En berättande dikt av George Gordon Byron bär titeln The Giaour. En liknande term är kaffer.